# Antoine Basbous
Antoine Basbous, né le 15 mars 1953 à Alali au Liban, est un politologue et journaliste franco-libanais travaillant en France, spécialiste du monde arabe et de l'islam.
Il dirige actuellement l'Observatoire des pays arabes (OPA), un cabinet de conseil spécialisé dans l'Afrique du Nord, le Proche-Orient et le Golfe.

## Biographie
Après avoir étudié le droit et la littérature française au Liban, il arrive en France où il obtient un DEA en sciences de l'information et de la communication, puis un doctorat d’État en science politique à l'université Panthéon-Assas en 1986,. La thèse qu'Annie Laurent présente avec lui porte sur « le Liban et son voisinage », sous la direction du professeur Pierre-Marie Dupuy.
De 1975 à 1987, il exerce comme journaliste d'abord à Beyrouth, puis à Paris où il est le correspondant de plusieurs médias, dont le quotidien Le Réveil et la radio La Voix du Liban (VDL) deux médias Kataëb.
Par ailleurs, il publie également des contributions dans des journaux tels que Le Monde, Le Matin de Paris, Le Quotidien de Paris , etc. En 1987, il publie avec Annie Laurent Guerres secrètes au Liban (Gallimard), un ouvrage qui analyse les forces internes et externes à l’œuvre dans la guerre du Liban.
De 1988 à 1991 il s'engage en politique et devient le représentant des Forces libanaises en France et en Europe occidentale.
En 1991 il quitte toute activité politique[réf. nécessaire] et, en 1992, fonde l'Observatoire des pays arabes (OPA).
Spécialisé dans l'étude des pays d'Afrique du Nord, du Proche-Orient et du Golfe, l'OPA conseille les grandes entreprises et les institutions publiques en France et en Europe.
Parallèlement, Antoine Basbous contribue aux débats sur l'évolution du monde arabe et du mouvement islamiste. Outre ses contributions dans la presse française, arabe et européenne, il a publié plusieurs essais. Son livre Le Tsunami arabe (2011) traite de l'ensemble des bouleversements désignés sous le terme de Printemps arabe.
En 2021, il revend ses parts dans l'Observatoire des pays arabes au cabinet Avisa Partners.

## Publications

### Ouvrages individuels
- (Coauteur Annie Laurent) Une proie pour deux fauves ? : le Liban entre le lion de Juda et le lion de Syrie, Beyrouth, éd. Ad-Dairat, 1983
- (Coauteur Annie Laurent) Guerres secrètes au Liban, Paris, éd. Gallimard, 1987  (ISBN 978-2070709601)
- L'islamisme : une révolution avortée ?, éd. Hachette Littératures, 2000  (ISBN 978-2012352728)
- L'Arabie saoudite en question, Paris, éd. Perrin, 2002  (ISBN 978-2262019273) ; édition actualisée et augmentée, parue sous le titre L'Arabie saoudite en guerre, éd. Perrin, coll. poche « Tempus », 2004  (ISBN 978-2262022396)
- Le tsunami arabe, Paris, éd. Fayard, 2011, 384 p.

### Ouvrage collectif
- Sous la direction de Stéphane Courtois, Le jour se lève : l'héritage du totalitarisme en Europe, 1953-2005, Mayenne, Éditions du Rocher, coll. « Démocratie ou totalitarisme », 2006, 493 p. (ISBN 978-2268057019)

### Article
- « Liban : La débâcle de l’Occident », Esprit, no 88,‎ avril 1984, p. 9-16. (lire en ligne)